# 羅貫峰
羅貫峰（英語：Damon Law，1976年7月29日—），原名羅立勤，出生於香港，香港演員。1995年無線電視藝員訓練班第八期藝員進修班畢業後加入無綫電視。其同屆同學尚有伍慧珊、李天翔、盧慶輝、蓋世寶、湯盈盈、姚瑩瑩、滕麗名及張潔蓮等。

## 背景
羅貫峰曾就讀已結束營辦的中華基督教會基蔭學校（1989年畢業）以及上葵涌官立中學（1994年中五）。小五之前的成績不錯，但後來因認識了壞朋友而令成績轉差。至高中期間再次發奮讀書。他在中五畢業前曾在沙田新城市廣場當暑期清潔工人，負責清理整個廣場的設施。而在畢業後，任職一年倉務文員。直至同事有一天替他填寫無綫電視藝員訓練班表格，他前後面試三次後獲取錄。他及後在1995年於藝員進修班畢業後拍過不少連續劇，但大都戲份不多，常擔任配角。後調至兒童組主持幾集的《完全智力遊戲》（與張崇德一起主持），於1997末接替離開的魯文傑，開始主持兒童節目《閃電傳真機》和《至NET小人類》，共計長達九年。
離開兒童節目後，羅貫峰的工作重心仍偏重於節目主持，2003年起先後拍攝了《香港非常遊》、《廣東非常遊》、《珠海澳門非常遊》、《趣眼看人生》、《開心俱樂部》等多個旅遊及娛樂節目及《都市閒情》等，工作以節目主持為主。他於2004-2007年參演多套無綫電視劇集的演出，多數為潘嘉德所監製的作品，如《十兄弟》、《大冬瓜》、《酒店風雲》、《王老虎搶親》等等。羅貫峰於2007年-2012年加入都市閒情節目組，重返其主持工作。2012年5月，羅結束與無綫電視17年之賓主關係，同年6月轉投香港電視網絡。因香港電視不獲發牌，離開服務了3年的香港電視。
此外，羅貫峰亦為生意達人，先後於2010年至2014年在尖沙咀開設三層式BBQ酒吧，2012年與中學同學在深水埗開設火鍋海鮮小炒店，2015年在旺角投資開設美容中心和在2017年於佐敦投資開設醫務中心。羅貫峰目前已婚，妻子是圈外人，兩人於2011年底結婚，育有二子一女。他現已很少參與幕前工作，主要都以營運其生意及重視家庭生活陪伴子女成長為重。

## 演出作品

### 電視劇（香港電視網絡）
- 2014年：選戰 飾 Marco
- 2015年：導火新聞線 飾 苗匯森
- 2015年：大眾情性 飾 陳　生
- 2015年：三面形醫 飾 羅志宏（羅醫生）

### 電視劇（無綫電視）
- 1996-1998年：真情 飾 Wilson (四海建築材料公司職員)
- 1996年：乾隆大帝 飾 兵
- 1996年：O記實錄II 飾 海關
- 1996年：河東獅吼 飾 書生
- 1996年：900重案追兇 飾 林保志
- 1996年：西遊記 飾 夢魔弟子
- 1997年：皇家反千組 飾 CID
- 1997年：香港人在廣州 飾 余穎錫朋友
- 1997年：大鬧廣昌隆 飾 伙記
- 1997年：廉政追緝令 飾 John
- 1998年：真命天師 飾 殺手
- 2004年：投資本色 飾 阿郎
- 2005年：酒店風雲 飾 李開朗
- 2006年：潮爆大狀 飾 莊曉勇
- 2006年：男人之苦 飾 伍文燦
- 2006年：法證先鋒 飾 季勝威（Paul）
- 2006年：愛情全保 飾 Robin（歌手）
- 2006年：東方之珠 飾 區荔志
- 2007年：十兄弟 飾 飛天五
- 2007年：學警出更 飾 外圍仔（第24集）
- 2007年：鐵咀銀牙 飾 張　三
- 2007年：律政新人王2 飾 洪日飛
- 2008年：野蠻奶奶大戰戈師奶 飾 畢平凡（年青）
- 2009年：大冬瓜 飾 冬瓜仔
- 2009年：王老虎搶親 飾 朱厚照（正德皇）

### 電影
- 2011年：笑詠春

## 節目主持（無綫電視）
- 1996年：完全智力遊戲
- 1997-1999年：閃電傳真機
- 1997-2000年：兒歌金榜
- 2000-2005年：至NET小人類
- 2002年：海洋公園全城哈囉喂
- 2003年：香港非常遊
- 2003年：廣東非常遊
- 2003年：珠海澳門非常遊
- 2003年：玄妙無窮
- 2004年：開心俱樂部
- 2004年：趣眼看人生
- 2004年：新春大行動
- 2005年：快樂長門人
- 2006年：Q仔Q女生日會
- 2007年：電視城歷奇生日派對
- 2007-2011年：都市閒情
- 2008-2011年：問問Master Joe
- 2009年：智激校園

## 相關網站
- 羅貫峰的Facebook專頁
- 羅貫峰的新浪微博